# Diocesi di Germanicopoli
La diocesi di Germanicopoli (in latino Dioecesis Germanicopolitana) è una sede soppressa del patriarcato di Antiochia e una sede titolare della Chiesa cattolica.

## Storia
Germanicopoli, corrispondente alla città di Ermenek in Turchia, è un'antica sede episcopale della provincia romana di Isauria nella diocesi civile d'Oriente. Faceva parte del patriarcato di Antiochia ed era suffraganea dell'arcidiocesi di Seleucia, come attestato da una Notitia episcopatuum del patriarcato datata al VI secolo.
Per un certo periodo, dopo l'occupazione araba di Antiochia, l'Isauria fu annessa al patriarcato di Costantinopoli. La diocesi di Germanicopoli appare nelle Notitiae episcopatuum di questo patriarcato nel IX, nel X e nel XIII secolo. Nel XIII secolo la sede è menzionata dalle fonti coeve come sede metropolitana.
Sono diversi i vescovi conosciuti di quest'antica diocesi. Tiranno partecipò al concilio di Calcedonia nel 451. Bisoula, vescovo calcedonese, visse all'epoca del patriarca Flaviano II di Antiochia (498-512) ed è menzionato nelle lettere di Severo di Antiochia. Teodoro assistette al secondo concilio di Nicea nel 787. Basilio partecipò al concilio di Costantinopoli dell'879-880 che riabilitò il patriarca Fozio. Giorgio sottoscrisse un atto sinodale del patriarca di Costantinopoli nel 1032. Infine, i regesti patriarcali menzionano un metropolita di Germanicopoli, di cui non è fatto il nome, nel 1376.
Dal XVIII secolo Germanicopoli è annoverata tra le sedi vescovili titolari della Chiesa cattolica; la sede è vacante dal 24 febbraio 1968.

## Cronotassi

### Vescovi greci
- Tiranno † (menzionato nel 451)
- Bisoula † (fine V / inizio VI secolo)
- Teodoro † (menzionato nel 787)
- Basilio † (menzionato nell'879)
- Giorgio † (menzionato nel 1032)
- Anonimo † (menzionato nel 1376)

### Vescovi titolari
- Gottfried Langwerth von Simmern † (10 maggio 1717 - 19 giugno 1741 deceduto)
- Giacomo Filippo Consoli † (27 novembre 1741 - 2 dicembre 1743 nominato vescovo di Amelia)
- Michael Ignatius Frivaisz † (3 febbraio 1744 - 7 ottobre 1748 deceduto)
- James Butler † (15 marzo 1773 - 17 maggio 1774 succeduto arcivescovo di Cashel)
- Lorenzo D'Antoni † (18 dicembre 1815 - ?)
- Johann Michael Sailer † (27 settembre 1822 - 23 ottobre 1829 succeduto vescovo di Ratisbona)
- Manuel José Pardio Lizama † (27 aprile 1840 - maggio 1861 deceduto)
- Joseph La Rocque † (15 gennaio 1867 - 18 novembre 1887 deceduto)
- André-Albert Blais † (28 dicembre 1889 - 6 febbraio 1891 succeduto vescovo di Rimouski)
- John Conmy † (25 giugno 1892 - 23 aprile 1893 succeduto vescovo di Killala)
- Augustin Dontenwill, O.M.I. † (3 aprile 1897 - 1º giugno 1899 succeduto vescovo di New Westminster)
- Tobias Mullen † (30 settembre 1899 - 22 aprile 1900 deceduto)
- Joseph Maria Koudelka † (29 novembre 1907 - 6 agosto 1913 nominato vescovo di Superior)
- Thomas Joseph Shahan † (24 luglio 1914 - 9 marzo 1932 deceduto)
- Franciscus Joosten, C.I.C.M. † (14 giugno 1932 - 11 aprile 1946 nominato vescovo di Datong)
- Aurelian Bilgeri, O.S.B. † (12 giugno 1947 - 11 gennaio 1951 nominato vescovo di Eshowe)
- Jan Antonius Klooster, C.M. † (19 febbraio 1953 - 3 gennaio 1961 nominato vescovo di Surabaia)
- Lionello Berti, O.M.I. † (18 giugno 1962 - 24 febbraio 1968 deceduto)